# موسيقى إفريقية

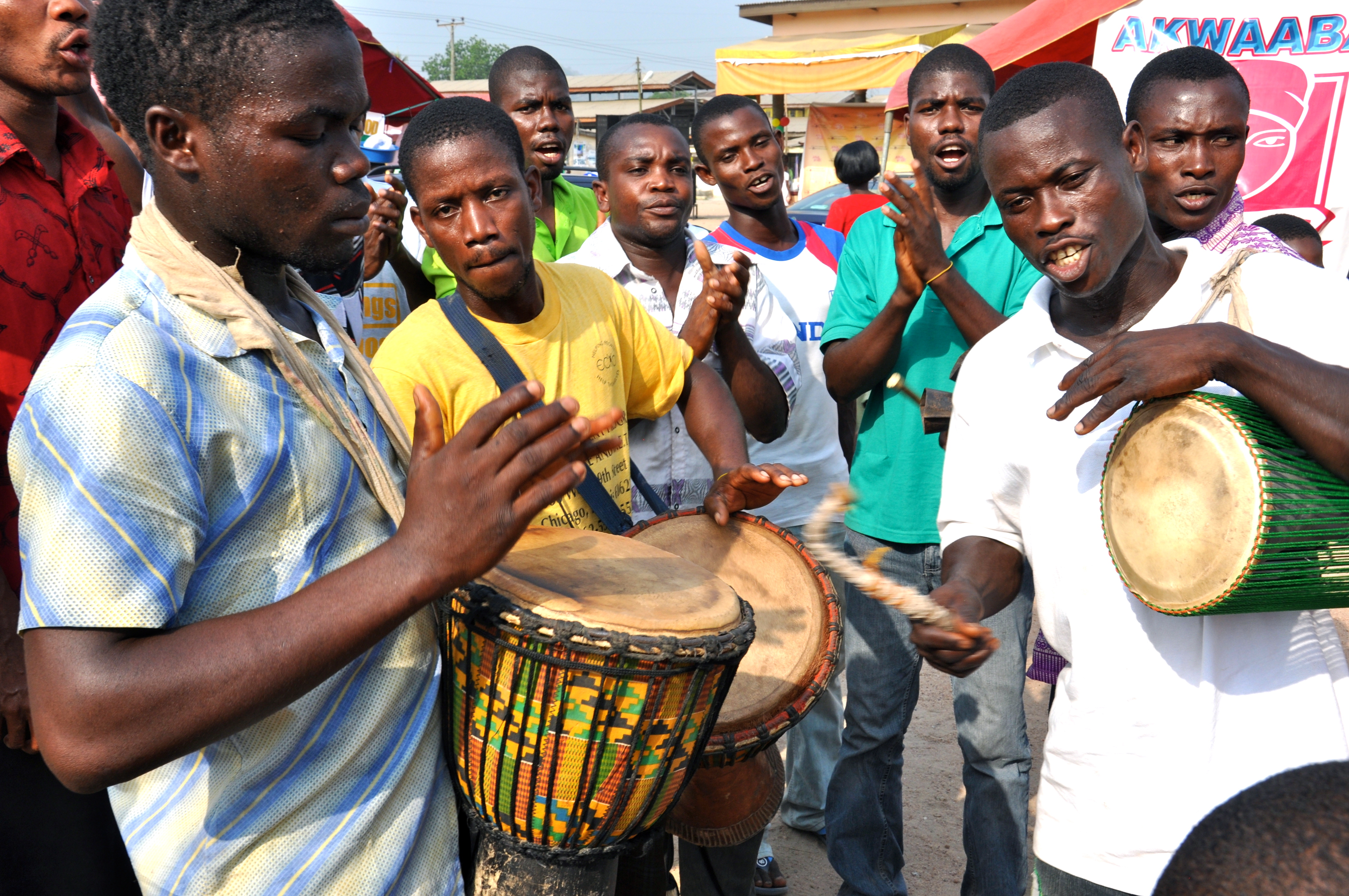

الموسيقى التقليدية في إفريقيا قديمة تاريخياً وغنية ومتنوعة، نظراً للمساحة الشاسعة في القارة، حيث تتمتع مناطق ودول مختلفة في إفريقيا بالعديد من التقاليد الموسيقية المتميزة. الموسيقى في إفريقيا مهمة جداً عندما يتعلق الأمر بالدين. وتُستخدم الأغاني والموسيقى في الشعائر والاحتفالات الدينية لنقل القصص من جيل إلى جيل، وأيضاً للغناء والرقص عليها.
تُمرّر الموسيقى التقليدية في معظم القارة شفهيًا (أو سماعيًا) ولا تتم كتابتها. في التقاليد الموسيقيّة الإفريقية جنوب الصحراء الكبرى، يُعتمد في كثير من الأحيان على آلات الإيقاع من جميع الأنواع، بما في ذلك السيلوفون (الخشبية)، الدجمباي (نوع من الطبول الإفريقية)، الطبول، والآلات الموّلدة للنغمات مثل الكاليمبا (الأمبيرا) أو «بيانو الإبهام».
تشمل موسيقى ورقصات الشتات الإفريقي، التي تشكلت بدرجات متفاوتة نسبةً للتقاليد الموسيقية الإفريقية، الموسيقى الأمريكيّة والعديد من أنواع الموسيقى الكاريبيّة، مثل السوكا والكاليبسو «انظر كايزو» والزوق. وقد تأسست أنواع الموسيقى في أمريكا اللاتينية مثل الرومبا والكونجا والبومبا والكومبيا والسالسا والسامبا على موسيقى العبيد الأفارقة، والتي أثرت بدورها على الموسيقى الشعبية الإفريقية.
تكون الموسيقى الإفريقية إيقاعية جداً مثل موسيقى آسيا والهند والشرق الأوسط. وتتألف الموسيقى الإفريقية من أنماط إيقاعية معقدة، غالبًا ما تتضمن إيقاعًا واحدًا يُعزف مقابل آخر لإنشاء إيقاع متعدد. يعزِف الإيقاع الأكثر شيوعًا ثلاث دقات فوق اثنتين، مثل ثلاثية تُعزف على نوتات مستقيمة. بعيداً عن الطبيعة الإيقاعية للموسيقى، تختلف الموسيقى الإفريقية عن الموسيقى الغربية، إذ إن مختلف أجزاء الموسيقى لا تجتمع بالضرورة بطريقة متناغمة. يهدف الموسيقيون الإفريقيون إلى التعبير عن الحياة من جميع جوانبها من خلال الصوت. وقد تمثل كل آلة أو جزء جانباً معيناً من جوانب الحياة أو طابعاً مختلفاً؛ فالتيمة الرئيسية لكل آلة/ جزء مهمة أكثر من الكيفية التي تتواءم بها الآلات والأجزاء المختلفة معاً.
ليست هناك للموسيقى الإفريقية تقاليد مكتوبة؛ هناك موسيقى مكتوبة قليلة أو معدومة للدراسة أو التحليل. وهذا ما يجعل من المستحيل تقريبًا أن نميز الموسيقى -وخاصة الألحان والنغمات- من قبل الفرق الغربية. هناك اختلافات بسيطة في النغمة لا تترجم بسهولة إلى الترميز الغربي. ترتبط الموسيقى الإفريقية ارتباطاً وثيقاً بالمقاييس الغربية، الرباعي (ثلاث نوتات)، والخماسي (خمس نوتات)، والسداسي (ست نوتات)، والسُباعي (سبع نوتات). ويتحقق الانسجام في اللحن من خلال الغناء في ثلاثيات أو رباعيات أو خماسيات متوازية. ومن بين الأشكال الأخرى التي تمّيز الموسيقى الإفريقية طبيعة الاتصال والاستجابة الخاصة بها: فأحد الأصوات أو الآلات يعزف عبارة صوتية قصيرة، ويرددها صوت أو آلة أخرى. وتمتد طبيعة الاتصال والاستجابة إلى الإيقاع، إذ يعزف طبلٌ ما نمطاً إيقاعياً، ويردده طبل آخر يعزف نفس النمط. الموسيقى الإفريقية مرتجلة أيضاً. عادة ما يُعزف نمط إيقاعي أساسي مع طبّال ثم تُرتجل أنماط جديدة مبنيّة على الأنماط الأصلية الثابتة.

## الآلات الموسيقية
إلى جانب الغناء دون عزف الذي يستخدم تقنيات مختلفة مثل الميليسما الثقيلة المعقدة واليودلة، تُستخدم مجموعة واسعة من الآلات الموسيقية. تشمل الآلات الموسيقية الإفريقية مجموعة منوعة من الطبول والنواقيس ذات الشقوق، والخشاخيش والأجراس المزدوجة، وأنواع مختلفة من القيثارات، والآلات التي تشبه القيثارات مثل الكورا والنغوني، إضافة إلى الكمان، والعديد من أنواع السيلوفون واللاميلوفون مثل الأمبيرا، وأنواع مختلفة من آلات النفخ مثل الناي (الفلوت) والبوق. وبالإضافة إلى ذلك، تستخدم الآلات الوترية أيضاً، إذ يعمل العود والنغوني كمرافق موسيقي في بعض المناطق.
تُوجد خمس مجموعات من الآلات الموسيقية الإفريقية من منطقة جنوب الصحراء الكبرى: الميمبرانوفونات (الآلات الغشائية)، الكوردوفونات (الآلات الوترية)، الأيروفونات (الآلات الهوائية)، الإيديوفونات (الآلات الاهتزازية)، وآلات الإيقاع. الميمبرانوفونات أو الآلات الغشائية هي الطبول، بما في ذلك القدور والأواني الفخارية والبراميل. الكوردوفونات هي الآلات الوترية مثل القيثارات والكمانات. الأيروفونات هو اسم آخر لآلات النفخ. ويمكن أن تشمل المزامير والأبواق على غرار الآلات التي تسمعها في الموسيقى الأمريكية. الإديوفونات هي الخشاخيش والآلات الاهتزازية، في حين أن آلات الإيقاع يمكن أن يبدو صوتها وكأنه دوس للأقدام وتصفيق باليد. العديد من الأدوات الخشبية لها أشكال أو صور منحوتة فيها لتمثيل الأجداد. بعضها مزين بالريش أو الخرز.
تشمل الطبول المستخدمة في الموسيقى التقليدية الإفريقية الطبول الناطقة، والبوجرابو، والدجمباي في غرب إفريقيا، وطبول المياه في وسط وغرب إفريقيا، ومختلف أنواع طبول النغوما (أو الأنغوما) في وسط وجنوب إفريقيا. تشمل آلات الإيقاع الأخرى العديد من الخشاخيش وآلات الاهتزاز مثل الكوسيكا (الكاشاكا) وعصا المطر والأجراس وعصيّ الخشب. ويوجد في إفريقيا العديد من أنواع الطبول الأخرى، والكثير من المزامير، والكثير من الآلات الوترية وآلات النفخ.
يُعد عزف الموسيقى متعددة الإيقاعات إحدى أكثر الخصائص العالمية لموسيقى جنوب الصحراء الكبرى، على عكس تعدد الأصوات في الموسيقى الغربية. تطورت هناك العديد من الآلات المصممة بشكل فريد مع مرور الوقت لتيسير عزف إيقاعات متناقضة في نفس الوقت. تُعد الأمبيرا والكاليمبا والكورا والنغوني والدوزونغوي أمثلة على هذه الآلات التي لا تنظُم النوتات بالترتيب الخطي المعتاد من الأساس إلى الإيقاع الثلاثي، بل في مجموعتين منفصلتي الرتبة ما يعطي سهولة إضافية في عزف الإيقاعات المتقاطعة. ويمكن رؤية التأثير المستمر لهذا المبدأ في الآلات الأمريكية للقرن العشرين، وهي الكرافي كورا والكرافي كورد، وهي أمثلة حديثة جديدة.

## العلاقة مع اللغة

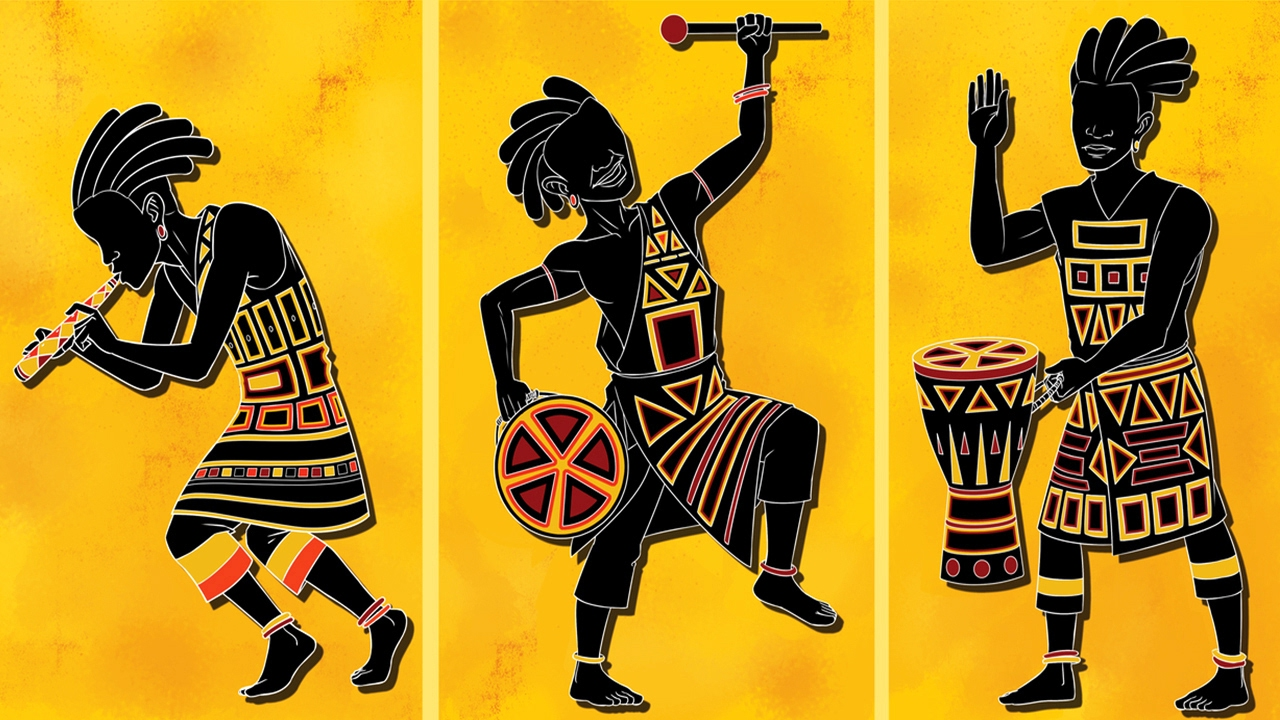
الآلات المستخدمة في الموسيقى التقليدية الأفريقية.

العديد من اللّغات المحكية في إفريقيا هي لغات نَغميّة، ما يعطي اتصالًا وثيقًا بين الموسيقى واللغة في بعض الثقافات المحلية. تستخدم هذه المجتمعات تحديداً الأصوات والحركات الصوتية مع موسيقاهم أيضًا. في الغناء، يضع النمط النَغمي أو النص بعض القيود على الأنماط اللحنيّة. من ناحية أخرى، في الموسيقى الآليّة يمكن للناطق الأصلي للغة أن يُلاحظ أحيانًا نصًا أو نصوصًا في الموسيقى. يشكل هذا التأثير أيضًا أساس لغات الطبل (الطبول الناطقة).

## التأثيرات على الموسيقى الإفريقية
تاريخيًا، أثرت عدة عوامل على الموسيقى التقليدية لإفريقيا. تأثرت الموسيقى باللغة، والبيئة، ومجموعة متنوعة من الثقافات، والسياسة، والحركة السكانية، وجميع ما سبق متمازج ومختلط ببعضه. تطورت كل مجموعة إفريقية في منطقة مختلفة من القارة، ما يعني أنها تناولت طعامًا مختلفًا، وواجهت ظروفًا مناخيّة مختلفة، وتواصلت مع مجموعات مختلفة مقارنة بالمجتمعات الأخرى. انتقلت كل مجموعة بمعدلات مختلفة وإلى أماكن مختلفة عن غيرها، وبالتالي تأثرت كل مجموعة بأشخاص وظروف مختلفة. علاوة على ذلك، لم يعمل كل مجتمع بالضرورة في ظل نفس الحكومة، ما أثر أيضًا تأثيرًا كبيرًا على أسلوبه الموسيقي.

### التأثير على موسيقى أمريكا الشمالية
على الرغم من أن الموسيقى الإفريقية الأمريكية معروفة ومحبوبة على نطاق واسع، وقد نشأت عنها موسيقى أمريكا الشمالية الشهيرة، فإن الموسيقى الأمريكية البيضاء لها جذور إفريقية قوية. اندمجت التقاليد الموسيقية للمستوطنين الأيرلنديين والأسكتلنديين مع المكونات الموسيقية الإفريقية الأميركية لتكوّن موسيقى الأولد تايم والبلوغراس، من بين أنواع أخرى.
كانت الموسيقى الإفريقية عاملاً رئيسياً في تشكيل ما نعرفه اليوم باسم موسيقى الديكسيلاند والبلوز والجاز. اقتُبِست كل هذه الأساليب من الإيقاعات والأصوات الإفريقية التي جلبها العبيد عبر المحيط الأطلسي. الموسيقى الإفريقية في جنوب الصحراء الكبرى هي في معظمها مبهجة ومتعددة الإيقاع، في حين يجب أن يُنظر إلى البلوز على أنه تطور جمالي ناتج عن ظروف العبودية في العالم الجديد.
في ألبومه «غرايسلاند»، يوظِّف الموسيقي الشعبي الأمريكي بول سايمون الفرق والإيقاعات والألحان الإفريقية كخلفية موسيقيّة لكلماته؛ خاصة لاديسميث بلاك مامبازو. في أوائل السبعينيات من القرن الماضي، وضع ريمي كاباكا، عازف الطبول الرائد ذو الأصل الإفريقي، أنماط الطبول البدائية التي أوجدت أصوات الأفرو-روك في فرق مثل جينجر بايكر أيرفورس، ورولينغ ستونز، وستيف وينوودز. استمر في العمل مع وينوودز وبول مكارتني ومايك جاغر طوال العقد.
كان لبعض التقاليد الموسيقية الإفريقية جنوب الصحراء الكبرى تأثير كبير على أعمال مثل موسيقى أفلام ديزني ومنها أفلام الأسد الملك بجزأيه، فقد كانت تمزج الموسيقى التقليدية مع الموسيقى الغربية. تجمع الأغاني مثل «دائرة الحياة» و«يعيش بك» بين الزولو والأغاني الإنجليزية، فضلاً عن أنواع الموسيقى الإفريقية التقليدية مع الأساليب الغربية الأكثر حداثة. إضافة إلى ذلك، يتضمن فيلم ديزني العديد من الكلمات من لغة البانتو السواحلية. فعبارة «هاكونا ماتاتا» على سبيل المثال، عبارة سواحلية حقيقية تعني «لا تقلق». بعض الشخصيات مثل سيمبا وكوفو وزيرا هي أيضًا كلمات سواحلية تعني «الأسد» و«الندبة» و«الكره» على التوالي.
كان باباتوندي أولاتونجي، ميريام ماكيبا، وهيو ماساكيلا من أوائل الفنانين الأفارقة الذين طوروا قواعد جماهيرية كبيرة في الولايات المتحدة. عززت محطات إذاعية أمريكية إفريقية غير تجارية الموسيقى الإفريقية كجزء من مهامها الثقافية والسياسية في الستينيات والسبعينيات. ووجدت الموسيقى الإفريقية جمهوراً متلهفاً في جامعات وكليات السود التاريخية HBCUs وناشدت بشكل خاص الناشطين في مجال الحقوق المدنية وحركات القوة السوداء.

## صناعة الموسيقى
بالنسبة للفنانين الأفارقة كانت الحفلات إحدى الطرق القليلة لكسب المال في هذه الصناعة. كانت القرصنة وتغير سلوك المستهلك وراء تراجع مبيعات التسجيلات. ولا يزال إنفاذ قانون حقوق النشر ضعيفاً في إفريقيا. موقع «موسيكبي» هو أول موقع قانوني لتحميل الموسيقى في إفريقيا. لا يقدم خدمة البث المباشر، وهو محدود بسرعات الإنترنت في إفريقيا. شهدت الدول الإفريقية (كينيا وغامبيا وجنوب إفريقيا) احتجاجاً على وقت البث الموسيقي الأميركي. في زيمبابوي، يُعطى 75% من وقت البث للموسيقى المحلية. شهدت أعمال الحماية نمواً في أنواع جديدة مثل أوربان غروفز التي ظهرت في زيمبابوي. في عام 2016، انطلقت شركة سوني للموسيقى في إفريقيا من خلال افتتاح مكتب في نيجيريا، ولم تكن الخدمات التقليدية للاستوديوهات الدولية الكبرى في الغرب متوفرة في إفريقيا، وكان الطلب المحلي على موسيقاهم يُواجه عن طريق القرصنة.
- موسيقى مغربية
- موسيقى جزائرية
- موسيقى تونسية
- موسيقى ليبية
- موسيقى مصرية
- موسيقى موريتانية
- موسيقى سينغالية